# Кейсен
Кейсен (яп. 桂川町 Кэйсэн-мати) — посёлок в Японии, находящийся в уезде Кахо префектуры Фукуока. Площадь посёлка составляет 20,07 км², население — 13 541 человек (1 августа 2014), плотность населения — 674,69 чел./км².

## Географическое положение
Посёлок расположен на острове Кюсю в префектуре Фукуока региона Кюсю. С ним граничат города Иидзука, Кама.

## Население
Население посёлка составляет 13 541 человек (1 августа 2014), а плотность — 674,69 чел./км². Изменение численности населения с 1980 по 2005 годы:
| 1980 | 12 780 чел. |  |
| 1985 | 13 741 чел. |  |
| 1990 | 14 182 чел. |  |
| 1995 | 14 667 чел. |  |
| 2000 | 14 760 чел. |  |
| 2005 | 14 535 чел. |  |

## Символика
Деревом посёлка считается Cercidiphyllum japonicum, цветком — подсолнечник однолетний.